# Golden Globe Speciale
Il Golden Globe Speciale è una categoria dei Golden Globe assegnata periodicamente (non necessariamente ogni anno) a persone che hanno raggiunto risultati innovativi che hanno contribuito allo sviluppo del film per i quali sono stati creati e delle tecniche cinematografiche. Non è stato più assegnato dal 1994.
- 1959
  - Shirley MacLaine per l'attrice più versatile
  - David Ladd per il miglior attore più giovane nel film L'orgoglioso ribelle (The Proud Rebel)
- 1960
  - Il film La storia di una monaca (The Nun's Story), regia di Fred Zinnemann
  - Francis X. Bushman per una delle più celebri star del muto
  - Ramón Novarro per una delle più celebri star del muto
  - Andrew Marton per aver diretto la scena della corsa delle bighe in Ben-Hur (Ben-Hur)
  - Hedda Hopper giornalista
  - Louella Parsons giornalista
- 1961
  - Cantinflas per la commedia
  - Stanley Kramer per la sua integrità artistica
  - Il film I nomadi (The Sundowners) di Fred Zinnemann
- 1962
  - Army Archerd (Daily Variety) per il suo contributo giornalistico
  - Mike Connolly (The Hollywood Reporter) per il suo contributo giornalistico
  - Samuel Bronston produttore di El Cid (El Cid)
- 1963
  - Nat King Cole per il suo contributo internazionale nel mondo discografico
- 1964
  - Connie Francis per il suo contributo internazionale nel mondo discografico
- 1993
  - Robin Williams per il doppiaggio di Aladdin (Aladdin)
- 1994
  - Tutto il cast di America oggi (Short Cuts), regia di Robert Altman: Andie MacDowell, Bruce Davison, Jack Lemmon, Zane Cassidy, Julianne Moore, Matthew Modine, Anne Archer, Fred Ward, Jennifer Jason Leigh, Chris Penn, Joseph C. Hopkins, Josette Maccario, Lili Taylor, Robert Downey Jr., Madeleine Stowe, Tim Robbins, Cassie Friel, Dustin Friel, Austin Friel, Lily Tomlin, Tom Waits, Frances McDormand, Peter Gallagher, Jarrett Lennon, Annie Ross, Lori Singer, Lyle Lovett, Buck Henry, Huey Lewis, Danny Darst, Margery Bond, Robert DoQui, Darnell Williams, Michael Beach, Andi Chapman, Deborah Falconer, Susie Cusack, Charles Rocket e Jane Alden